# Abila descampsi
Abila descampsi är en insektsart som beskrevs av Frédéric Carbonell 2002. Abila descampsi ingår i släktet Abila och familjen Romaleidae. Inga underarter finns listade i Catalogue of Life.